# La patente (commedia)
La patente è un dramma in un atto scritto da Luigi Pirandello nel 1917 col titolo 'A patenti, destinato alla rappresentazione teatrale in lingua siciliana per l'attore Angelo Musco che lo recitò per la prima volta il 23 marzo 1918 al teatro Alfieri di Torino e successivamente il 19 febbraio 1919 al teatro Argentina di Roma. La pièce ripropone il tema della novella omonima composta nel 1911.
Una nuova versione della commedia in lingua italiana fu redatta tra il dicembre 1917 e il gennaio 1918.
La commedia fu pubblicata nella Rivista d'Italia del 31 gennaio 1918 e in volume dai fratelli Treves (Milano, 1920).

## Trama
È con questa maschera da menagramo che Chiarchiaro si presenta in tribunale, poiché è così che lo vedono tutti quelli che terrorizzati lo incontrano facendo nel contempo gesti scaramantici; e dunque, se così deve essere, è meglio corrispondere a quello che gli altri credono che tu sia come tutti credono.
Se tu mi vedi come uno jettatore per quanto io faccia non riuscirò a cambiare la tua opinione e dunque sarò come tu mi vuoi ma che almeno possa trarne un vantaggio.
Il giudice D'Andrea, seriamente convinto che la jella non esista, vuole rendere giustizia al pover'uomo così ingiustamente messo al bando dalla società per una sciocca superstizione ed è quindi disposto a condannare il figlio del sindaco e un assessore, contro i quali s'è querelato per diffamazione Chiarchiaro a seguito degli scongiuri che quelli hanno pubblicamente e sfacciatamente fatti al suo passaggio. Ma il giudice viene a sapere dallo stesso querelante che questi è andato a fornire prove e testimonianze certe della sua capacità jettatoria agli stessi avvocati dei querelati. Dunque sarebbe lui che vuole essere condannato.
Eppure Chiarchiaro ha diversi motivi per chiedere giustizia: a causa della cattiva fama costruita su di lui la sua famiglia s'è rinchiusa in casa, le sue belle figliole non trovano più nessuno che voglia sposarle, lui stesso ha perduto il lavoro e fa la fame. Ma proprio per questo il presunto jettatore vuole che non ci siano più dubbi sulle sue doti di autore di malefici: chi li teme dovrà pagare una piccola somma per evitarli e perché questo non appaia come un'estorsione egli pretende che il giudice gli dia, condannandolo, un attestato, una patente per esercitare legalmente la sua professione di jettatore. Come il giudice con la sua laurea può esercitare la sua professione così Chiarchiaro potrà scrivere sul suo biglietto da visita: "di professione jettatore" e così, apertamente, potrà far pagare una tassa anti-jella ai superstiziosi.
Il giudice naturalmente si rifiuta, quando, proprio mentre Chiarchiaro pretende ad alta voce la sua patente di jettatore, un colpo di vento fa cadere la gabbia dove, ormai morto per la caduta, cantava un cardellino, unico ricordo della defunta cara mamma del giudice.
I giudici del collegio giudicante hanno assistito muti e sbigottiti all'accaduto: pagano in silenzio il loro obolo a Chiarchiaro, che lo accetta sghignazzando: da adesso potrà ufficialmente esercitare la sua professione.

## I temi dell'opera
Emergono alcune tematiche care a Pirandello come gli intrecci relazionali fra gli uomini resi alterati, inquinati dai preconcetti e soprattutto dalle proiezioni che vengono applicate sui soggetti bersaglio in base alle apparenze, alle esteriorità e ai giudizi superficiali. L'insoddisfazione del protagonista si può accomunare a tutti gli uomini morti, viventi un'epoca di svolte, di incertezze e privi di un doveroso e profondo senso della vita.

## Adattamenti
De La patente esistono versioni in napoletano e in veneziano, nel 1931 viene messa in scena da Gilberto Govi in dialetto genovese.
Ha lo stesso titolo, La patente, l'episodio interpretato da Totò, con la regia di Luigi Zampa e la sceneggiatura di Vitaliano Brancati, nel film del 1954 Questa è la vita. Gli altri episodi dello stesso film sono tratti dalle novelle pirandelliane: La giara, Il ventaglino, e Marsina stretta, diretti dai registi Aldo Fabrizi, Giorgio Pàstina, Mario Soldati.

## Edizioni
- Luigi Pirandello, Maschere nude, a cura di Italo Zorzi e Maria Argenziano, Newton Compton Editori, 2007